# Scopula psephis
Scopula psephis là một loài bướm đêm trong họ Geometridae.